# サッカーマリ代表
サッカーマリ代表（サッカーマリだいひょう）は、マリサッカー連盟（FMF）によって構成されるマリのサッカーのナショナルチームである。ホームスタジアムは、首都・バマコにあるスタッド・ヴァンシス・マルス。

## 概要
FIFAワールドカップの本大会への出場経験はないが、アフリカネイションズカップには12度出場しており1972年大会では準優勝の成績を収めている。また、1999年のワールドユースでは3位となり、2004年アテネオリンピックにも出場を果たしている。
著名な選手としては、スペインのセビージャFCなどで活躍したフレデリック・カヌーテがおり、2007年にはアフリカ年間最優秀選手賞を受賞している。

## 成績

### FIFAワールドカップ
- 1954 - 不参加
- 1958 - 不参加
- 1962 - 不参加
- 1966 - 棄権
- 1970 - 不参加
- 1974 - 不参加
- 1978 - 不参加
- 1982 - 不参加
- 1986 - 不参加
- 1990 - 不参加

- 1994 - 棄権
- 1998 - 棄権
- 2002 - 予選敗退
- 2006 - 予選敗退
- 2010 - 予選敗退
- 2014 - 予選敗退
- 2018 - 予選敗退
- 2022 - 予選敗退

### アフリカネイションズカップ
| 1957 | 不参加   | 1978 | 不参加   | 1998 | 予選敗退           | 2017 | グループリーグ敗退 |
| 1959 | 不参加   | 1980 | 不参加   | 2000 | 予選敗退           | 2019 | ベスト16           |
| 1962 | 4位      | 1982 | 予選敗退 | 2002 | 4位                | 2021 | ベスト16           |
| 1963 | 不参加   | 1984 | 予選敗退 | 2004 | 4位                | 2023 | ベスト8            |
| 1965 | 予選敗退 | 1986 | 予選敗退 | 2006 | 予選敗退           |      |                    |
| 1968 | 予選敗退 | 1988 | 棄権     | 2008 | グループリーグ敗退 |      |                    |
| 1970 | 予選敗退 | 1990 | 予選敗退 | 2010 | グループリーグ敗退 |      |                    |
| 1972 | 準優勝   | 1992 | 予選敗退 | 2012 | 3位                |      |                    |
| 1974 | 予選敗退 | 1994 | 4位      | 2013 | 3位                |      |                    |
| 1976 | 予選敗退 | 1996 | 予選敗退 | 2015 | グループリーグ敗退 |      |                    |

## 歴代監督
- ベン・ウマル・サイ（英語版） 1960-1966
- ジェルジ・トート（英語版） 1966-1970
- カール＝ハインツ・ウェイガン（英語版） 1970-1973
- ミコラ・ホロフコ（英語版） 1979-1982
- キディアン・ディアロ（英語版） 1982-1989
- モロバリー・シソコ（英語版） 1989-1993
- ママドゥ・ケイタ（フランス語版） 1993-1997
- クリスチャン・サラマーニャ（英語版） 1998-2000
- ロマーノ・マテ（英語版） 2000-2001
- ヘンリク・カスペルチャク 2001-2002
- クリスチャン・ダルガー（英語版） 2002-2003
- アンリ・スタンブリ 2003-2004
- アラン・モイザン（英語版） 2004
- ママドゥ・ケイタ（フランス語版） 2004-2005
- ピエール・ルシャントル（英語版） 2005-2006
- アマドゥ・パテ・ディアロ（英語版） 2006
- ジャン＝フランソワ・ジョダール（英語版） 2006-2008
- スティーブン・ケシ 2008-2010
- アラン・ジレス 2010-2012
- アマドゥ・パテ・ディアロ（英語版） 2012
- パトリス・カルテロン（英語版） 2012-2013
- アマドゥ・パテ・ディアロ（英語版） 2013
- ヘンリク・カスペルチャク 2013-2015
- アラン・ジレス 2015-2017
- モハメド・マガソウバ（英語版） 2017-2022
- エリック・シェル 2022-

## 歴代選手

### GK
- ママドゥ・シディベ（英語版）

### DF
- セドリック・カンテ
- アダマ・クリバリ
- スレイマン・ディアムテーヌ
- モラ・ワゲ
- アマリ・トラオレ

### MF
- セイドゥ・ケイタ
- マアマドゥ・ディアッラ
- モハメド・シソッコ
- サンバ・ソウ
- アブドゥ・トラオレ
- ラサッナ・クリバリ
- アブドゥライ・ディアビ
- ムサ・ドゥンビア
- アマドゥ・ハイダラ

### FW
- サリフ・ケイタ
- フレデリック・カヌーテ
- モディボ・マイガ
- シェイク・ディアバテ
- カリファ・クリバリ
- ムサ・マレガ
- セク・コイタ